# Патріарший екзархат Африки
Патріарший екзархат Африки (рос. Патриарший экзархат Африки) — неканонічне утворення Російської православної церкви на території автокефальної помісної Александрійської православної церкви, якій підпорядковуються православні християни Африканського континенту. Неканонічну структуру РПЦ створено рішенням Священного синоду Російської православної церкви 29 грудня 2021 року. Сучасний голова екзархату носить титул "Зарайський".

## Історія
Внаслідок визнання в листопаді 2019 року патріархом Александрійським Феодором II автокефалії Православної церкви України (ПЦУ), Священний синод Російської православної церкви 26 грудня 2019 року ухвалив вивести «парафії Російської Православної Церкви, що знаходяться на Африканському континенті» з юрисдикції Александрійського патріархату та наділити їх ставропігією, а представництво патріарха Московського при патріарху Александрійському перетворити на прихід Російської православної церкви в Каїрі.
У вересні 2021 року Синод РПЦ доручив архієпископу Владикавказькому і Аланському Леоніду (Горбачову) вивчити звернення, що надійшли і надати свої пропозиції до Синоду. Синод стверджував, що «з грудня 2019 року до Російської Православної Церкви стали надходити численні прохання про прийом до юрисдикції Московського Патріархату від кліриків Александрійської церкви, не згодних з рішенням Патріарха Теодора про визнання українських розкольників і не бажаючих з цієї причини перебувати під його омофором» .
29 грудня 2021 року Синод РПЦ, згідно з текстом синодального рішення, прийняв до своєї юрисдикції 102 клірика Александрійського патріархату з восьми африканських країн. Того ж дня було засновано Патріарший екзархат Африки, який охопив весь Африканський континент із прилеглими островами. У складі екзархату були утворені Північно-Африканська єпархія і Північно-Африканська єпархія. До відання першого віднесені ставропігійні парафії Московського Патріархату в Єгипті, Тунісі і Марокко, другий - ставропігійний прихід Московського Патріархату в ПАР. Єпархіальному архієрею в Північно-Африканської єпархії призначено мати титул «Каїрський та Північно-Африканський», в Південно-Африканської єпархії - «Йоханнесбурзький та Південно-Африканський». Леонід (Горбачов) відразу після ухвалення рішення заявив російському державному агентству РИА Новости: «Ядро Екзархату куватиметься в Москві. Це абсолютно нова потужна структура континентального масштабу, яка вимагає скрупульозного, детального вивчення та опрацювання» .
Наступного дня Александрійський патріархат засудив рішення Московського патріархату про створення власної структури в Африці, яка канонічно повністю входить до юрисдикції Александрії .
Архімандрит, прихильний до ПЦУ - Кирило (Говорун) у серпні 2023 року звинуватив Леоніда (Горбачова) у нетрадиційній сексуальній орієнтації. . На що останній, зі своїми прихильниками, відповів гнівними спростуваннями.  .

## Єпархії
- Північно-Африканська єпархія: Єгипет, Судан, Південний Судан, Ефіопія, Еритрея, Джибуті, Сомалі, Сейшельські острови, Центральноафриканська Республіка, Камерун, Чад, Нігерія, Нігер, Лівія, Туніс, Алжир, Марокко, Кабо-Верде, Мавританія, Сенегал, Гамбія, Малі, Буркіна-Фасо, Гвінея-Бісау, Гвінея, Сьєрра-Леоне, Ліберія, Кот-д'Івуар, Гана, Того, Бенін;
- Південно-Африканська єпархія: Південно-Африканська Республіка, Лесото, Есватіні, Намібія, Ботсвана, Зімбабве, Мозамбік, Ангола, Замбія, Малаві, Мадагаскар, Маврикій, Коморські Острови, Танзанія, Кенія, Уганда, Руанда, Бурунді, Демократична Республіка Конго, Республіка Конго, Габон, Екваторіальна Гвінея, Сан-Томе і Принсіпі

## Екзархи
- Леонід (Горбачов) (2021-2023)
- Костянтин (Островський) (2023-)

## Реакція

### Україна

#### Православна церква України
- Архієпископ Євстратій (Зоря), речник ПЦУ, назвав новоутворений екзархат у Африці «чекістським екзархатом» та зазначив, що його створення це «помста Кремля» за співслужіння патріарха Александрійського Теодора із предстоятелем ПЦУ Епіфанієм[11].

### Єгипет

#### Александрійська православна церква
- Александрійський патріарх Феодор ІІ, засудив рішення Російської православної церкви про створення власної структури в Африці. Александрійський патріарх Теодор ІІ, коментуючи рішення Москви, заявив - "Хай пробачить їх Бог"[12].

## Див. Також
- Білоруський екзархат